# Dinagapostemon costaricensis
Dinagapostemon costaricensis är en biart som beskrevs av Roberts och Brooks 1987. Dinagapostemon costaricensis ingår i släktet Dinagapostemon och familjen vägbin. Inga underarter finns listade i Catalogue of Life.